# Champagne Problems
«Champagne Problems» (с англ. — «Всем бы такие проблемы»; стилизовано строчными буквами) — песня американской певицы Тейлор Свифт. Вышла 11 декабря 2020 года на лейбле Republic Records в качестве второго трека девятого студийного альбома Evermore. Песня была написана Свифт и Джо Элвином (под псевдонимом Уильям Бовери), а спродюсирована Свифт и Аароном Десснером.
Песня «Champagne Problems» — это баллада в стиле Lo-Fi, написанная с позиции проблемной девушки, которая отказывается от искреннего предложения своего возлюбленного выйти замуж, поскольку не чувствует себя готовой к этому. В песне рассказывается о том, как рассказчица берёт на себя ответственность за разрыв и оплакивает угасшие отношения. Песня построена на гитарном риффе и фортепиано.
После выхода альбома Evermore песня «Champagne Problems» получила признание критиков за яркое изображение душевных терзаний и психического здоровья. Песня заняла 25-е место в рейтинге Billboard Global 200 и вошла в топ-25 в Австралии, Канаде, Ирландии, Малайзии, Новой Зеландии, Сингапуре, Великобритании и США. Песня была включена в шестой хедлайнерский концертный тур Свифт — the Eras Tour (2023)..

## История
«Champagne Problems» это сентиментальная баллада в стиле лоу-фай, написанная с точки зрения проблемной девушки, которая отклоняет серьёзное предложение руки и сердца своего возлюбленного из-за собственных психологических проблем. Песня построена вокруг гитарного риффа и фортепьяно. Музыкально песня построена в тональности до мажор, и имеет темп в 86 ударов в минуту. Вокал Свифт варьируется от E3 до G4.
После выпуска Evermore песня вошла в десятку лучших в Канаде и Ирландии; и топ-20 в Австралии, Сингапуре и Великобритании. В Соединённых Штатах она занял 3-е место в чарте Billboard Hot Rock & Alternative Songs и 21-е место в мультижанровом чарте Hot 100.

## Отзывы

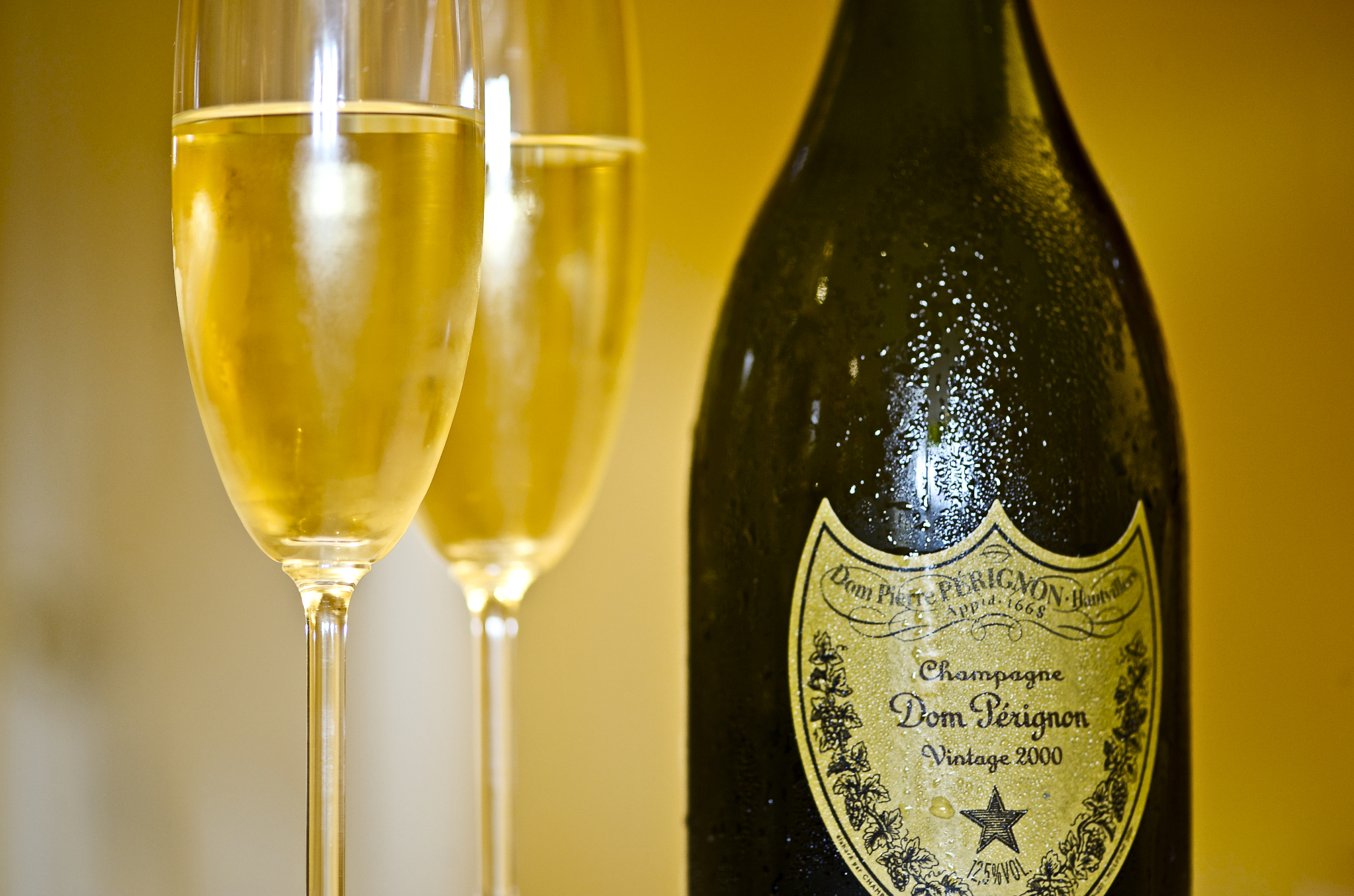
«Champagne Problems» упоминает Dom Pérignon, марку шампанского премиум-класса, производимого винодельческим домом Шампани «Moët & Chandon».

Песня получила положительные отзывы и признание критиков. Критик NME Ханна Милреа сопоставила «Champagne Problems» с хитом Свифт «Love Story» 2008 года, где последняя песня о принятии предложения руки и сердца, а первая — об отказе от того же. Называя её «балладой разочарования», Мэдлин Кроун из American Songwriter считает, что по первому припеву песни «досконально видно», как «разные планы» разыгрываются между двумя влюблёнными. Маура Джонстон из Entertainment Weekly похвалила «пуантилистские» детали песни и подчеркнула, что вступительный куплет «Ты не просто так взял билеты на ночной поезд / А чтобы посидеть со своей болью», «точно изображает» кого-то, кто хочет сбежать от себя, а не только их ситуацию". Британский журналист Алексис Петридис из The Guardian сказал, что эта песня была отчасти обратной связью с «подругой плохих новостей» с сингла Свифт 2014 года «Blank Space», сославшись на слова: «Она могла бы стать такой прекрасной невестой / Жалко только, что она долбанутая». Джон Парелес из The New York Times написал, что музыка на треке была тщательно продуманной, в частности, фортепьянные лоу-фай-аккорды, переходящие в гитарные аккорды в более быстрой последовательности, и зацикленный вокал «аааа».

## Коммерческий успех
«Champagne Problems» стал самым прослушиваемым треком альбома Evermore после сингла «Willow» (2020). Все треки альбома одновременно дебютировали в топ-75 чарта Billboard Global 200; «Champagne Problems» была там на 12-м месте. В США песня заняла 21-е место в Billboard Hot 100 и 3-е место в чарте Hot Rock & Alternative Songs, где стала 17-м хитом Свифт в десятке лучших песен top-10 этого рок-чарта. Песня также стал 31-м хитом Свифт в канадской десятке лучших Canadian Hot 100, где она достигла 6-го места. В других странах трек достиг 6-го места в Ирландии, 12-го в Австралии, 15-го в Малайзии и Великобритании, 16-го места в Сингапуре и 24-го места в Новой Зеландии.

## Влияние
Вдохновлённая песней, французская люксовая сеть отелей Royal Champagne Hotel & Spa предложила гостям новый пакет обслуживания под названием «Champagne Solution», в который входит бутылка Dom Pérignon, марки шампанского премиум-класса, упомянутой в тексте песни.

## Концертные исполнения
Песня была включена в шестой хедлайнерский концертный тур Свифт Eras Tour (2023—2024).

## Участники записи
По данным Pitchfork.
- Тейлор Свифт − вокал, автор, продюсер
- Аарон Десснер − продюсер, recorder, piano, синтезатор, акустическая гитара, бас
- Уильям Бовери − автор
- Джонатан Лоу − сведение, звукозапись
- Грег Калби − мастеринг
- Стив Фэллон − мастеринг
- Лонаг Коул − бас

## Чарты
| Чарт (2020—2021)                             | Высшая позиция |
| -------------------------------------------- | -------------- |
| Австралия (ARIA)                             | 12             |
| Канада (Billboard Canadian Hot 100)          | 6              |
| Ирландия (IRMA)                              | 6              |
| Мир (Billboard Global 200)                   | 12             |
| Малайзия (RIM)                               | 15             |
| Новая Зеландия (Recorded Music NZ)           | 24             |
| Португалия (AFP)                             | 75             |
| Сингапур (RIAS Streaming Chart)              | 16             |
| Швейцария (Schweizer Hitparade)              | 92             |
| Великобритания (UK Singles Chart)            | 15             |
| США (Billboard Hot 100)                      | 21             |
| США (Billboard Hot Rock & Alternative Songs) | 3              |
| США (Rolling Stone Top 100)                  | 7              |

| Чарт (2021)                                   | Позиция |
| --------------------------------------------- | ------- |
| США (Hot Rock & Alternative Songs, Billboard) | 23      |

## Сертификации
| Регион                                                                      | Сертификация  | Продажи |
| --------------------------------------------------------------------------- | ------------- | ------- |
| Австралия (ARIA)                                                            | 2× Платиновый | 140 000 |
| Канада (Music Canada)                                                       | Золотой       | 40 000  |
| Великобритания (BPI)                                                        | Золотой       | 400 000 |
| Данные о продажах + прослушиваниях приведены только на основе сертификации. |               |         |